# Gran Premio motociclistico Città di Imola 1997
Il Gran Premio motociclistico Città di Imola 1997 fu l'ottavo gran premio del motomondiale 1997.
Si svolse il 6 luglio 1997 presso l'Autodromo Enzo e Dino Ferrari di Imola e vide la vittoria di Mick Doohan su Honda nella classe 500, di Max Biaggi nella classe 250 e di Valentino Rossi nella classe 125. In quest'ultima classe, il podio con i migliori tre piloti fu lo stesso del GP precedente, quello d'Olanda

## Classe 500

### Arrivati al traguardo
| Pos | Nº | Pilota            | Squadra                 | Motocicletta | Giri | Tempo     | Griglia | Punti |
| --- | -- | ----------------- | ----------------------- | ------------ | ---- | --------- | ------- | ----- |
| 1   | 1  | Mick Doohan       | Repsol Honda            | Honda        | 25   | 45:58.995 | 1       | 25    |
| 2   | 18 | Nobuatsu Aoki     | Rheos ELF F.C.C. T.S.   | Honda        | 25   | +8.646    | 4       | 20    |
| 3   | 24 | Takuma Aoki       | Repsol Honda            | Honda        | 25   | +20.016   | 6       | 16    |
| 4   | 8  | Carlos Checa      | MoviStar Honda Pons     | Honda        | 25   | +24.570   | 2       | 13    |
| 5   | 7  | Tadayuki Okada    | Repsol Honda            | Honda        | 25   | +25.884   | 5       | 11    |
| 6   | 3  | Luca Cadalora     | Red Bull Yamaha WCM     | Yamaha       | 25   | +26.080   | 8       | 10    |
| 7   | 5  | Norifumi Abe      | Yamaha Team Rainey      | Yamaha       | 25   | +29.374   | 7       | 9     |
| 8   | 12 | Jean-Michel Bayle | Marlboro Team Roberts   | Modenas KR3  | 25   | +40.881   | 9       | 8     |
| 9   | 4  | Alex Barros       | Honda Gresini           | Honda        | 25   | +43.539   | 10      | 7     |
| 10  | 23 | Anthony Gobert    | Lucky Strike Suzuki     | Suzuki       | 25   | +1:01.383 | 3       | 6     |
| 11  | 20 | Sete Gibernau     | Yamaha Team Rainey      | Yamaha       | 25   | +1:05.922 | 11      | 5     |
| 12  | 9  | Alberto Puig      | MoviStar Honda Pons     | Honda        | 25   | +1:06.775 | 12      | 4     |
| 13  | 6  | Daryl Beattie     | Lucky Strike Suzuki     | Suzuki       | 25   | +1:13.074 | 14      | 3     |
| 14  | 16 | Jürgen Fuchs      | Elf 500 Roc             | ELF 500      | 25   | +1:14.719 | 17      | 2     |
| 15  | 22 | Kirk McCarthy     | World Champ Motorsports | ROC Yamaha   | 25   | +1:46.200 | 21      | 1     |
| 16  | 17 | Lucio Pedercini   | Team Pedercini          | ROC Yamaha   | 25   | +1:55.880 | 20      |       |
| 17  | 10 | Kenny Roberts Jr  | Marlboro Team Roberts   | Modenas KR3  | 24   | +1 giro   | 19      |       |
| 18  | 15 | Frédéric Protat   | Soverex FP Racing       | Honda        | 24   | +1 giro   | 23      |       |
| 19  | 53 | Francesco Monaco  | Team Paton              | Paton        | 24   | +1 giro   | 24      |       |

### Ritirati
| Nº | Pilota                   | Squadra           | Motocicletta | Giri | Griglia |
| -- | ------------------------ | ----------------- | ------------ | ---- | ------- |
| 25 | Laurent Naveau           | Millet Racing     | ROC Yamaha   | 18   | 22      |
| 14 | Juan Borja               | Elf 500 Roc       | ELF 500      | 14   | 13      |
| 13 | Bernard Garcia           | Tecmas Honda Elf  | Honda        | 13   | 18      |
| 19 | Doriano Romboni          | IP Aprilia Racing | Aprilia      | 11   | 16      |
| 21 | Jurgen van den Goorbergh | Millar MQP        | Honda        | 8    | 15      |

## Classe 250

### Arrivati al traguardo
| Pos | Nº | Pilota               | Squadra                      | Motocicletta | Giri | Tempo     | Griglia | Punti |
| --- | -- | -------------------- | ---------------------------- | ------------ | ---- | --------- | ------- | ----- |
| 1   | 1  | Max Biaggi           | Marlboro Team Kanemoto Honda | Honda        | 23   | 43:17.419 | 2       | 25    |
| 2   | 19 | Olivier Jacque       | Chesterfield Elf Tech 3      | Honda        | 23   | +0.656    | 1       | 20    |
| 3   | 5  | Tōru Ukawa           | Benetton Honda               | Honda        | 23   | +0.816    | 4       | 16    |
| 4   | 2  | Ralf Waldmann        | Marlboro Honda               | Honda        | 23   | +6.500    | 3       | 13    |
| 5   | 31 | Tetsuya Harada       | Aprilia Racing               | Aprilia      | 23   | +27.143   | 6       | 11    |
| 6   | 34 | Marcellino Lucchi    | Aprilia Racing               | Aprilia      | 23   | +54.157   | 8       | 10    |
| 7   | 11 | Jeremy McWilliams    | QUB Team Optimum             | Honda        | 23   | +57.951   | 10      | 9     |
| 8   | 7  | Haruchika Aoki       | Matteoni Racing              | Honda        | 23   | +1:01.580 | 16      | 8     |
| 9   | 18 | Osamu Miyazaki       | Edo Racing                   | Yamaha       | 23   | +1:12.813 | 13      | 7     |
| 10  | 26 | Emilio Alzamora      | Fortuna Honda                | Honda        | 23   | +1:13.752 | 21      | 6     |
| 11  | 21 | Franco Battaini      | Edo Racing                   | Yamaha       | 23   | +1:13.924 | 15      | 5     |
| 12  | 16 | William Costes       | Chesterfield Elf Tech 3      | Honda        | 23   | +1:16.926 | 22      | 4     |
| 13  | 8  | Cristiano Migliorati | Team Axo Inoxmacel           | Honda        | 23   | +1:17.031 | 20      | 3     |
| 14  | 17 | José Luis Cardoso    | Antena 3 S.S.P. Competicion  | Yamaha       | 23   | +1:18.149 | 14      | 2     |
| 15  | 14 | Jamie Robinson       | Arie Molenaar Racing         | Suzuki       | 23   | +1:27.289 | 17      | 1     |
| 16  | 25 | Oliver Petrucciani   | Mohag Aprilia Racing         | Aprilia      | 23   | +1:29.273 | 24      |       |
| 17  | 53 | Davide Bulega        | Ducci Org. Racing            | Aprilia      | 22   | +1 giro   | 25      |       |

### Ritirati
| Nº | Pilota            | Squadra                     | Motocicletta | Giri | Griglia |
| -- | ----------------- | --------------------------- | ------------ | ---- | ------- |
| 65 | Loris Capirossi   | Aprilia Racing              | Aprilia      | 22   | 5       |
| 6  | Luis d'Antín      | Antena 3 S.S.P. Competicion | Yamaha       | 22   | 11      |
| 20 | Noriyasu Numata   | Arie Molenaar Racing        | Aprilia      | 16   | 19      |
| 15 | Stefano Perugini  | Nastro Azzurro Aprilia      | Aprilia      | 11   | 9       |
| 28 | Eustaquio Gavira  | Scuderia Mobil 1 AGV        | Aprilia      | 8    | 26      |
| 99 | Giuseppe Fiorillo | Radiant Racing              | Aprilia      | 7    | 12      |
| 10 | Luca Boscoscuro   | Dee Cee Racing              | Honda        | 5    | 23      |
| 29 | Idalio Gavira     | Scuderia Mobil 1 AGV        | Aprilia      | 5    | 27      |
| 27 | Sebastián Porto   | PR2 YPF - ESCO              | Aprilia      | 4    | 18      |
| 12 | Takeshi Tsujimura | F.C.C. Technical Sports     | TSR-Honda    | 1    | 7       |

### Non qualificato
| Nº | Pilota            | Squadra             | Motocicletta |
| -- | ----------------- | ------------------- | ------------ |
| 80 | Sandro Di Stefano | D.S. Cavalli Racing | Honda        |

## Classe 125

### Arrivati al traguardo
| Pos | Nº | Pilota               | Squadra                   | Motocicletta | Giri | Tempo     | Griglia | Punti |
| --- | -- | -------------------- | ------------------------- | ------------ | ---- | --------- | ------- | ----- |
| 1   | 46 | Valentino Rossi      | Nastro Azzurro Aprilia    | Aprilia      | 21   | 41:50.114 | 1       | 25    |
| 2   | 3  | Tomomi Manako        | UGT 3000                  | Honda        | 21   | +1.625    | 2       | 20    |
| 3   | 8  | Kazuto Sakata        | UGT 3000                  | Aprilia      | 21   | +23.551   | 5       | 16    |
| 4   | 72 | Garry McCoy          | Marlboro Team Alfa Bieffe | Aprilia      | 21   | +27.062   | 3       | 13    |
| 5   | 7  | Noboru Ueda          | Team Pileri               | Honda        | 21   | +28.196   | 6       | 11    |
| 6   | 5  | Jorge Martínez       | Airtel-Aspar              | Aprilia      | 21   | +28.864   | 8       | 10    |
| 7   | 15 | Roberto Locatelli    | Team Axo Inoxmacel        | Honda        | 21   | +29.740   | 10      | 9     |
| 8   | 41 | Yōichi Ui            | Yamaha Kurz               | Yamaha       | 21   | +35.136   | 9       | 8     |
| 9   | 20 | Masao Azuma          | L.B. Racing               | Honda        | 21   | +54.446   | 14      | 7     |
| 10  | 32 | Mirko Giansanti      | Matteoni Racing           | Honda        | 21   | +54.818   | 16      | 6     |
| 11  | 21 | Gianluigi Scalvini   | Team Axo Inoxmacel        | Honda        | 21   | +56.181   | 12      | 5     |
| 12  | 62 | Yoshiaki Katō        | Semprucci Biesse          | Yamaha       | 21   | +59.278   | 11      | 4     |
| 13  | 39 | Jaroslav Huleš       | L.B. Racing               | Honda        | 21   | +1:00.363 | 13      | 3     |
| 14  | 29 | Ángel Nieto Jr       | Airtel-Aspar              | Aprilia      | 21   | +1:17.331 | 23      | 2     |
| 15  | 88 | Peter Öttl           | UGT 3000                  | Aprilia      | 21   | +1:17.958 | 20      | 1     |
| 16  | 33 | Manfred Geissler     | UGT 3000                  | Honda        | 21   | +1:25.233 | 25      |       |
| 17  | 12 | Dirk Raudies         | Finsco Chasis             | Honda        | 21   | +1:30.576 | 21      |       |
| 18  | 22 | Steve Jenkner        | Aprilia - ADAC Sachsen    | Aprilia      | 21   | +1:51.087 | 29      |       |
| 19  | 84 | Christian Pistoni    | Piemme Racing             | Honda        | 21   | +1:52.460 | 28      |       |
| 20  | 81 | Maurizio Cucchiarini | Speedy Racing             | Honda        | 20   | +1 giro   | 30      |       |

### Ritirati
| Nº | Pilota            | Squadra                   | Motocicletta | Giri | Griglia |
| -- | ----------------- | ------------------------- | ------------ | ---- | ------- |
| 26 | Ivan Goi          | Marlboro Team Alfa Bieffe | Aprilia      | 20   | 24      |
| 2  | Masaki Tokudome   | Docshop Racing            | Aprilia      | 11   | 7       |
| 83 | Paolo Tessari     | Team Elit                 | Honda        | 10   | 22      |
| 80 | Gabriele Debbia   | Debbia Racing             | Yamaha       | 9    | 19      |
| 19 | Frédéric Petit    | Team RMS                  | Honda        | 7    | 4       |
| 25 | Josep Sarda       | Finsco Chasis             | Honda        | 7    | 27      |
| 24 | Gino Borsoi       | Semprucci Biesse          | Yamaha       | 6    | 18      |
| 10 | Lucio Cecchinello | Spidi Honda LCR           | Honda        | 5    | 15      |
| 17 | Enrique Maturana  | Yamaha Kurz               | Yamaha       | 5    | 17      |
| 53 | Igor Antonelli    | BNT Racing                | Honda        | 5    | 26      |